# Матвєєв Дмитро Миколайович
Дмитро Миколайович Матвєєв (рос. Дмитрий Николаевич Матвеев; 13 березня 1953, Потсдам, НДР — 24 грудня 2018, Москва, Росія) — радянський і російський актор кіно та дубляжу, телеведучий.

## Біографія
Народився 13 березня 1953 року у Потсдамі на території НДР.
У 1981 році закінчив ВДІК (майстерня С. Бондарчука й І. Скобцевої) і був розподілений на «Мосфільм», де й працював 10 років. З 1979 року знявся більш ніж в 30-ти картинах, одночасно із цим займався дубляжом на «Мосфільмі» і на кіностудії імені Максима Горького. Одна з його найкращих його ролей — начальник прикордонний застави Сушенцов у фільмі «Державний кордон. Рік 41», після чого за ним закріпився образ самого мужнього лейтенанта вітчизняного кінематографу.
Багато дублював в 1990-i роки, брав участь в озвучуванні фільмів і серіалів російською мовою, серед яких були «Вавилон 5» і «Швидка допомога». У мосфільмовських дубляжах був голосом Віна Дізеля («Чорна діра» і «Хроніки Ріддіка»), працював на студії «Варус-Відео». Озвучував усі передвиборні кампанії Єльцина, рекламу «Московська нерухомість», «Мальборо».
У 1995 році, коли з'явився «Дорожній патруль», він став закадровим голосом. У 1996 році був голосом передачі «Операція» на «ОРТ», потім був «Година пік» та «Петрівка, 38», а з 1999—2006 роках був голосом телеканалу «ТВЦ».
Останні роки телеглядачам Матвєєв запам'ятався ролями в російських серіалах, найвидоміші з них — продюсер Леонід Салін у серіалі «Приречена стати зіркою» та слідчий Малов у серіалі «Безмовний свідок».
Помер 24 грудня 2018 року у Москві. Прощання з актором відбулася на 26 грудня 2018 року. Був похований у Красногорську.

## Фільмографія

### Ролі в кіно
- 1981 — «Тегеран-43»
- 1982 — «Сімейна справа»
- 1983 — «Як я був вундеркіндом»
- 1985 — «Стрибок»
- 1987 — «Жменяки» — Михайло Жменяк
- 1990 — «Берег порятунку»
- 1990 — «Посередник»
- 1991 — «Чорнобиль: Останнє попередження»
- 1994 — «Зона Любе»
- 1995 — «Емма»
- 2004 — «Приречена стати зіркою»
- 2007 — «Мовчазний свідок»
- 2008 — «Мовчазний свідок-2»